# Livre d'heures de Jean de Boucicaut

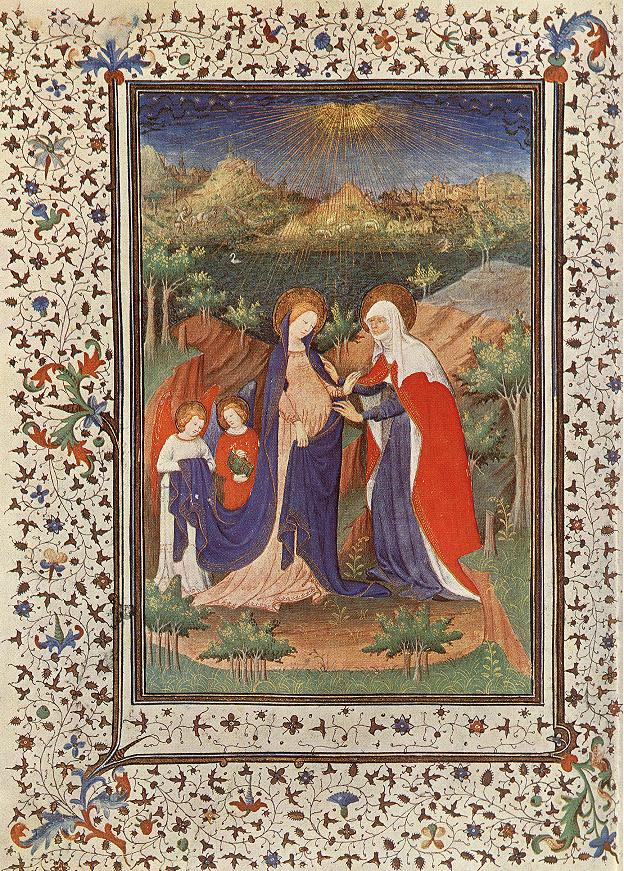
Miniature de la Visitation

Le livre d'heures du maréchal de Boucicaut est un livre d'heures médiéval qui représente un témoignage exceptionnel du style gothique de Paris. Il a été composé par un auteur inconnu identifié comme le " Maître de Boucicaut " pour le Maréchal de Boucicaut. Ce manuscrit des heures liturgiques de Paris a été composé entre 1405 et 1408 et comprend 242 feuillets de 27,4 cm sur 19 cm avec quarante-quatre miniatures. Il est conservé au musée Jacquemart-André de Paris.

## Description
Le Maître de Boucicaut, qui est l'auteur des peintures de ce manuscrit, dépeint les paysages avec une maîtrise et un goût uniques, grâce notamment à des effets de lumière et de perspective, à la délicatesse des traits et à la finesse des couleurs. L'historien d'art Paul Durrieu a émis l'hypothèse en 1905 que l'enlumineur de Bruges, Jacques Coene qui fut actif à Paris, serait ce fameux maître de Boucicaut. Il excelle dans des représentations telles que celle de la Visitation et celle de la Fuite en Égypte qui se trouvent dans le petit office de la Vierge, pour les laudes et les vêpres. La première miniature est éclairée par le haut grâce aux rayons émis par la colombe du Saint Esprit, la seconde par le soleil levant dardant ses rayons dans le ciel; les paysages figurent plus le paradis terrestre qu'un paysage sec de Terre sainte.
Les ateliers d'enluminure étaient si nombreux à Paris vers l'an 1400, que la demande dépassait l'offre. L'atelier du Maître de Boucicaut fournissait la Cour.
Le maréchal de Boucicaut était fort pieux. Il écoutait la messe deux fois par jour, faisait maigre et jeûnait le vendredi et passait de longs moments en prières. Les vingt-sept grandes miniatures qui représentent des saints envers lesquels Boucicaut éprouvait une grande dévotion sont toujours dépeintes en liaison avec la vie du maréchal. La première montre saint Léonard, patron des prisonniers, devant lequel sont agenouillés Jean Sans Peur et le maréchal. Cette miniature rend grâce de sa libération contre rançon qu'il a dû verser au sultan Bajazet après la bataille de Nicopolis contre les Turcs.

## Propriétaires
Geoffroy Le Meingre hérite du livre d'heures à la mort de son frère, puis il passe à Aymar de Poitiers (mort en 1530) et ensuite à Diane de Poitiers et à la fin du XVIIe siècle à Nicolas de La Reynie. Durant son histoire complexe, il appartint également à Henriette de Balzac d’Entragues, marquise de Verneuil, une maîtresse d’Henri IV. Le roi y a tracé de sa main une inscription à l’occasion de la naissance de leur fille le 21 janvier 1603. Il est acheté par Mme Jacquemart-André en mars 1900 à la vente du cabinet Guyot de Villeneuve, situé juste derrière l’hôtel André, pour la somme énorme de 68 500 francs. Il se trouve donc aujourd'hui au musée Jacquemart-André, à Paris.